# Dick Barnett
Richard Barnett (Gary, 2 de outubro de 1936 – Largo, 27 de abril de 2025) foi um jogador de basquete norte-americano que foi campeão da Temporada da NBA de 1972-73 jogando pelo New York Knicks.

## Morte
Em 27 de abril de 2025, foi anunciado que Barnett morreu durante a noite, durante o sono, em um centro de convivência para idosos em Largo, Flórida, aos 88 anos.